# لنی اونزیا
لنی اونزیا (انگلیسی: Lenie Onzia؛ زادهٔ ۳۰ مهٔ ۱۹۸۹) بازیکن فوتبال اهل بلژیک است.
از باشگاه‌هایی که در آن بازی کرده‌است می‌توان به تیم فوتبال زنان آرسنال اشاره کرد.
وی همچنین در تیم ملی فوتبال زنان بلژیک بازی کرده‌است.